# Níjniaia Stàvropolka
Níjniaia Stàvropolka - Нижняя Ставрополька (rus) - és un khútor del krai de Krasnodar, a Rússia. Es troba als vessants septentrionals del Caucas occidental, en una zona boscosa a la vora d'un petit afluent del riu Adagum, a 8 km al sud-est de Krimsk i a 78 km a l'oest de Krasnodar, la capital.
Pertany al municipi de Novoukraïnski.